# Gymnocypris firmispinatus
Gymnocypris firmispinatus är en fiskart som beskrevs av Wu och Wu, 1988. Gymnocypris firmispinatus ingår i släktet Gymnocypris och familjen karpfiskar. Inga underarter finns listade i Catalogue of Life.